# Vesicularia marina
Vesicularia marina är en svampart som beskrevs av I. Schmidt 1974. Vesicularia marina ingår i släktet Vesicularia, divisionen sporsäcksvampar och riket svampar.   Inga underarter finns listade i Catalogue of Life.